# Nổ sà
Ruellia patula là một loài thực vật có hoa trong họ Ô rô. Loài này được Jacq. miêu tả khoa học đầu tiên năm 1779.